# せとちゃん

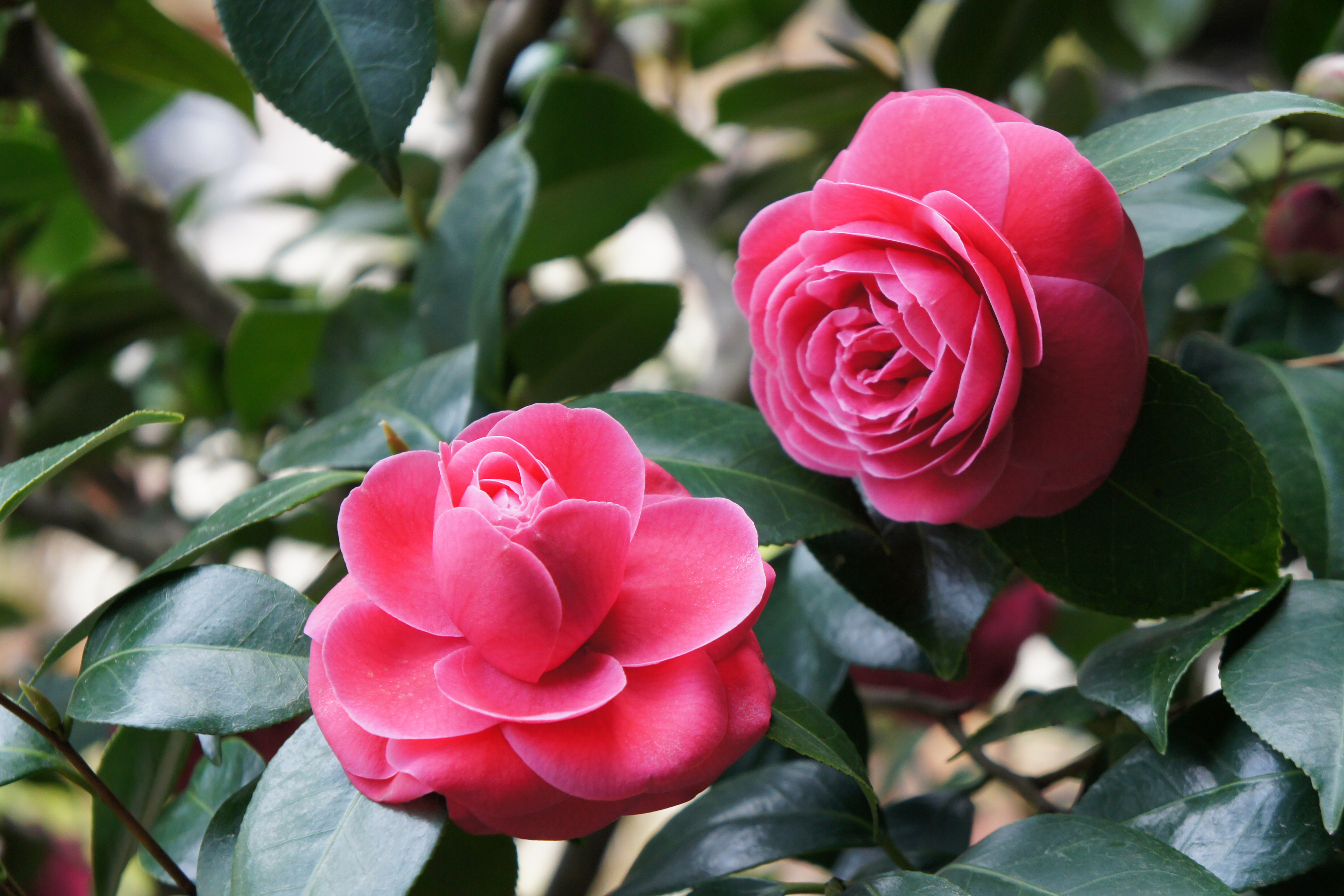
瀬戸市指定の花であるツバキ

せとちゃん（せとちゃん-)は、2006年に愛知県瀬戸市の看板娘として誕生した「せと・まるっとミュージアム」のマスコットキャラクターである。

## 概要
瀬戸市は約1300年歴史をもつ陶磁器産業が盛んな市である。せとちゃんは「せと・まるっとミュージアム」のイメージキャラクターとして、瀬戸市の観光PR活動に奮闘している。せとちゃんの着ぐるみが、各地のイベントに参加し瀬戸市のPR活動を行っている。絵本作家の「のぶみ」がデザインを行い、お茶碗に入って、瀬戸市の市の花であるツバキの髪飾りを付けている。瀬戸市役所でせとちゃんの特別住民票を発行してもらうことができる。住民登録は2010年（平成22年）10月1日。

## 特徴
- みんなと記念撮影をすることが大好きである。
- 瀬戸市内を散歩をすることが大好きで、瀬戸市内のあちこちで散歩中のせとちゃんに会うことができる。
- お茶碗に入ることが好きで、殆どのイラスト及び着ぐるみも茶碗の中に入ったシチュエーションで作成。花はツバキ(瀬戸市の市花)がお気に入りである。

## せと・まるっとミュージアム
2005年日本国際博覧会（愛知万博）が開催される際に、「せと・まるっとミュージアム構想」が提唱された。「まるっと」とは全部という意味であり、瀬戸市全体を美術館や博物館に見立てて、観光振興を目的に構想されたものである。2001年（平成13年）に、せと・まるっとミュージアムのシンボルマークが公募により決定された。2009年（平成21年）3月に「せと・まるっとミュージアム推進プラン」が策定された。『せと・まるっとマガジン』の創刊号が2011年（平成23年）11月1日に発行された。

## 関連グッズ
せとちゃんの関連グッズが多数作成されている。
- 風鈴
- クリアファイル
- 年賀状
- ポチ袋
- ピンバッジ
- お年玉券